# Соколовська Катерина Федорівна
Катерина Федорівна Соколовська (уроджена Северинівна; 24 (6) грудня 1840 — 24 (12) листопада 1883), народилася у священичій родині на хуторі Пасиківці (Пасеківці) (у Вовчанському повіті на Харківщині). Вчителювала у народній школі, яку, разом з своїм чоловіком, заснувала у селі Гусинцях поблизу Куп'янки.
За словами українського історика та етнографа, професора А. П. Ковалівського (1895—1969) Соколовська Катерина — «перша справжня поетеса в нашій літературі».

## Творчість
Драматичні твори, поеми з життя села («На хуторі», «Не так малось, та так сталось»), ліричні вірші. Окремо вийшли: «Зірка» (1871), «Поезії» (1931). У 1871 р. у Санкт-Петербурзі вийшла збірка «Зірка. Компонування Катерини Соколовської». Вона складалася з дев'яти творів: кількох ліричних віршів та кількох довгих епічних поем. (89 сторінок).
До числа картин мальованих пензлем та писаних олівцем, особливо цікавих за змістом, треба віднести такі: «Садівниця», «Поділ майна», «Пан спить, а льокай краде тютюн» та «Купальниця». Всі картини загинули під час громадянської війни.

## Сучасні видання
У 2007 р. на Харківщині в Куп'янському літературному музеї ім. Петра Іванова видано збірку «Іменем священної любові», куди вперше ввійшли і вірші Катерини Соколовської.